# Drancyi gyűjtőtábor
A drancyi gettó egy gyűjtőtábor volt a második világháború alatt Párizs Drancy városrészében.
1940 decemberében egy befejezetlen, Párizs Drancy nevű külvárosában található építkezési területet választottak ki, hogy az később a legnagyobb gyűjtőközponttá, a Franciaországból deportálandó zsidók legjelentősebb átmeneti táborává (Sammellager) alakuljon át. 1942 júliusa és 1944 augusztusa között hatvankét, deportáltakat szállító vonat indult el Drancyból, több mint 61 000 zsidó fogollyal. Legtöbbjük az auschwitzi koncentrációs táborban vesztette életét. 1943. július 1-jéig a drancyi központ ügyvezetésével a franciákat bízták meg, jóllehet a végső hatalom a Sicherheitspolizei (Sipo) és a Sicherheitsdients (SD) kezében volt. A következő naptól kezdve azonban Alois Brunner SS-Hauptsturmführer (százados) vette át a tábor vezetését, ő lett végül a felelőse a Lyon mellett található izieu-i gyerekek Auschwitzba történő deportálásának.
Brunner megérkezése előtt a francia zsidó szervezeteknek és a Vöröskeresztnek engedélye volt arra, hogy a Drancyban élőknek élelmiszert és viszonylagos kényelmet biztosítsanak, azonban Brunner megtiltotta a további segélyeket, és lecsökkentette a rabok fejadagját. Addig, amíg végül a németek be nem tiltották a szabad vallásgyakorlást, a gettó lakói megünnepelhették a zsidó újévet (rós hásáná) és az engesztelés napját (jom kippur), ezenfelül fenntartottak egy titkos iskolát a gyermekek számára, amely az 1943-as év kezdetéig működött, ekkor azonban felfedezték, és erőszakkal megszüntették.
Már 1941 augusztusától tevékenykedtek ellenállók a tábor területén. 1943 augusztusáig összesen 41 bennlakót sikerült megszöktetniük, és tervet dolgoztak ki arra is, hogy 70 rab három műszakban menekülő alagutat ásson. A munkálatokat már majdnem teljesen befejezték, amikor a németek felfedezték az alagutat, és számtalan foglyot küldtek emiatt azonnal a halálba.
1944. augusztus 15/16-ra virradóra, csupán egy héttel azelőtt, hogy a szövetségesek elérték volna Párizst, a Drancyban állomásozó németek elégettek minden terhelő dokumentumot, és elmenekültek, hátrahagyva a még fogva tartott 1543 rabot.
Raoul Nordling, a svéd főkonzul átvette a tábor feletti irányítást, és felkérte a Vöröskeresztet, hogy segítsen a bennlakókon.
A deportált zsidók emlékére egy emlékművet emeltek a tábor egykori főkapujával szemközti helyen.